# Chionobosca
Chionobosca is een geslacht van vlinders van de familie grasmotten (Crambidae), uit de onderfamilie Schoenobiinae.

## Soorten
- C. actinopis Turner, 1911
- C. aglaopis Turner, 1911